# كوني كاربنتر-فيني
كوني كاربنتر-فيني (بالإنجليزية: Connie Carpenter-Phinney)‏ مواليد 26 فبراير 1957 في ويسكونسن، الولايات المتحدة، هي دراج أمريكية سابقة. سبق أن شاركت في دورة الألعاب الأولمبية الصيفية وفازت بميدالية أولمبية.

## الميداليات
| الميدالية | المسابقة                                    |
| --------- | ------------------------------------------- |
| ذهبية     | الألعاب الأولمبية الصيفية 1984              |
| فضية      | بطولة العالم لسباق الدراجات على الطريق 1977 |
| برونزية   | بطولة العالم لسباق الدراجات على الطريق 1981 |
| ذهبية     | بطولة العالم للدراجات على المضمار 1983      |
| فضية      | بطولة العالم للدراجات على المضمار 1982      |

## روابط خارجية
- كوني كاربنتر-فيني على موقع أرشيف الدراجات (الإنجليزية)
- كوني كاربنتر-فيني على موقع إحصائيات الدراجات الإحترافية (الإنجليزية)
- كوني كاربنتر-فيني على موقع CycleBase (الإنجليزية)
- كوني كاربنتر-فيني على موقع SpeedSkatingBase.eu (الإنجليزية)
- كوني كاربنتر-فيني على موقع SpeedSkatingNews.info (الإنجليزية)
- كوني كاربنتر-فيني على موقع SpeedSkatingStats.com (الإنجليزية)
- كوني كاربنتر-فيني على موقع اللجنة الأولمبية الدولية (الإنجليزية)
- كوني كاربنتر-فيني على موقع اللجنة الأولمبية الدولية (الإنجليزية)
- كوني كاربنتر-فيني على موقع أوليمبيديا (الإنجليزية)